# Lygodactylus rarus
Lygodactylus rarus (тонкий карликовий гекон) — вид геконоподібних ящірок родини геконових (Gekkonidae). Ендемік Мадагаскару.

## Поширення і екологія
Тонкі карликові гекони відомі з типової місцевості, розташованої в заповіднику Анкарана в регіоні Діана на півночі острова Мадагаскар. Вони живуть в сухих тропічних лісах та в серед скель, слабо порослих рослинністю, на висоті від 100 до 200 м над рівнем моря

## Збереження
МСОП класифікує стан збереження цього виду як близький до загрозливого. Lygodactylus rarus загрожує знищення природного середовища. 